# Wielka Brytania na Zimowych Igrzyskach Olimpijskich 2010
Wielką Brytanię na Zimowych Igrzyskach Olimpijskich 2010 reprezentowało pięćdziesięciu dwóch zawodników. Był to dwudziesty pierwszy start Wielkiej Brytanii na zimowych igrzyskach olimpijskich.

## Medale
| Medal | Zawodnik     | Sport    | Wydarzenie   | Data      |
| ----- | ------------ | -------- | ------------ | --------- |
| Złoty | Amy Williams | Skeleton | Ślizg kobiet | 19 lutego |

## Wyniki reprezentantów Wielkiej Brytanii

### Biathlon
Mężczyźni
| Zawodnik          | Konkurencja       | czas biegu | Kary | Pozycja |
| ----------------- | ----------------- | ---------- | ---- | ------- |
| Lee-Steve Jackson | Sprint mężczyzn   | 27:18,1    | 2    | 55.     |
| Lee-Steve Jackson | Bieg pościgowy    | 39:54,7    | 4    | 57.     |
| Lee-Steve Jackson | Bieg indywidualny | 55:37,5    | 4    | 66.     |

### Biegi narciarskie
Kobiety
| Konkurencja   | Zawodniczka            | czas    | Pozycja |
| ------------- | ---------------------- | ------- | ------- |
| Bieg na 10 km | Fiona-Elizabeth Hughes | 30:29,8 | 67.     |

Mężczyźni
| Konkurencja      | Zawodnik                     | czas                      | Pozycja                   |
| ---------------- | ---------------------------- | ------------------------- | ------------------------- |
| Bieg na 15 km    | Andrew Musgrave              | 36:32,4                   | 55.                       |
| Bieg na 15 km    | Andrew Young                 | 38:45,1                   | 74.                       |
| Bieg łączony     | Andrew Musgrave              | 1:24:07,9                 | 51.                       |
| Sprint           | Andrew Musgrave              | 3:58,43                   | 58.                       |
| Sprint           | Andrew Young                 | 4:02,19                   | 60.                       |
| Sprint drużynowy | Andrew Musgrave Andrew Young | Nie ukończyli konkurencji | Nie ukończyli konkurencji |

### Bobsleje
Kobiety
| Osada  | Zawodniczki                      | Konkurencja | Ślizg 1 | Ślizg 2 | Ślizg 3 | Ślizg 4                                 | Łącznie                                 | Pozycja                                 |
| ------ | -------------------------------- | ----------- | ------- | ------- | ------- | --------------------------------------- | --------------------------------------- | --------------------------------------- |
| GBR-II | Paula Walker Kelly Thomas        | Dwójki      | 54,19   | 53,58   | 54,47   | 53,94                                   | 3:36,18                                 | 11.                                     |
| GBR-I  | Nicola Minichiello Gillian Cooke | Dwójki      | 53,85   | 53,73   | 55,87   | Nie stanęły na starcie czwartego ślizgu | Nie stanęły na starcie czwartego ślizgu | Nie stanęły na starcie czwartego ślizgu |

Mężczyźni
| Osada | Zawodnicy                                                   | Konkurencja | Ślizg 1                                 | Ślizg 2                                 | Ślizg 3                                 | Ślizg 4                                 | Łącznie                                 | Pozycja                                 |
| ----- | ----------------------------------------------------------- | ----------- | --------------------------------------- | --------------------------------------- | --------------------------------------- | --------------------------------------- | --------------------------------------- | --------------------------------------- |
| GBR-I | John James Jackson Dan Money                                | Dwójki      | Dyskwalifikacja w pierwszym przejeździe | Dyskwalifikacja w pierwszym przejeździe | Dyskwalifikacja w pierwszym przejeździe | Dyskwalifikacja w pierwszym przejeździe | Dyskwalifikacja w pierwszym przejeździe | Dyskwalifikacja w pierwszym przejeździe |
| GBR-I | John James Jackson Allyn Condon Dan Money Henry Odili Nwume | Czwórki     | 51,53                                   | 54,29                                   | 52,24                                   | 52,15                                   | 3:30,21                                 | 17.                                     |

### Curling

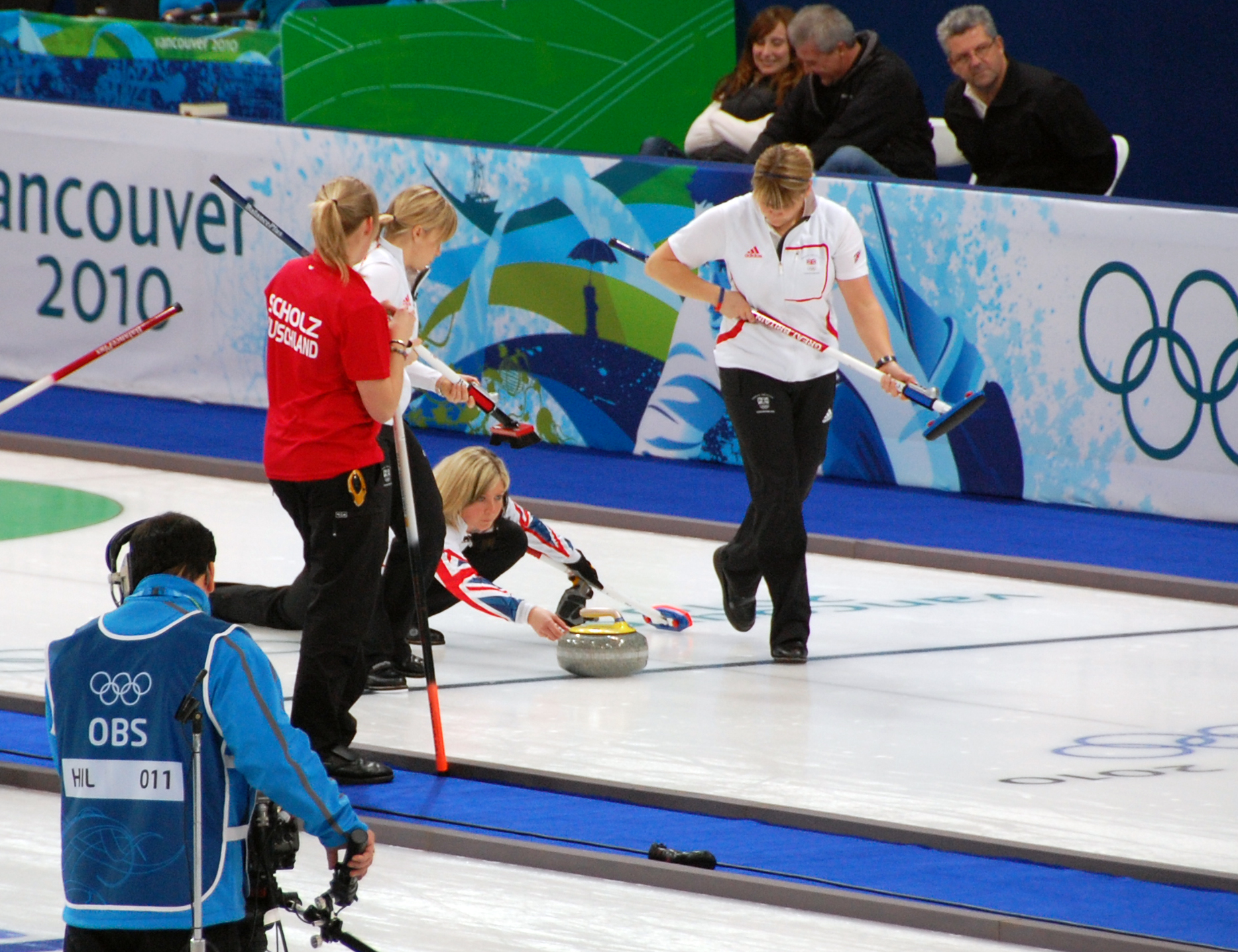
Zagrywająca Eve Muirhead

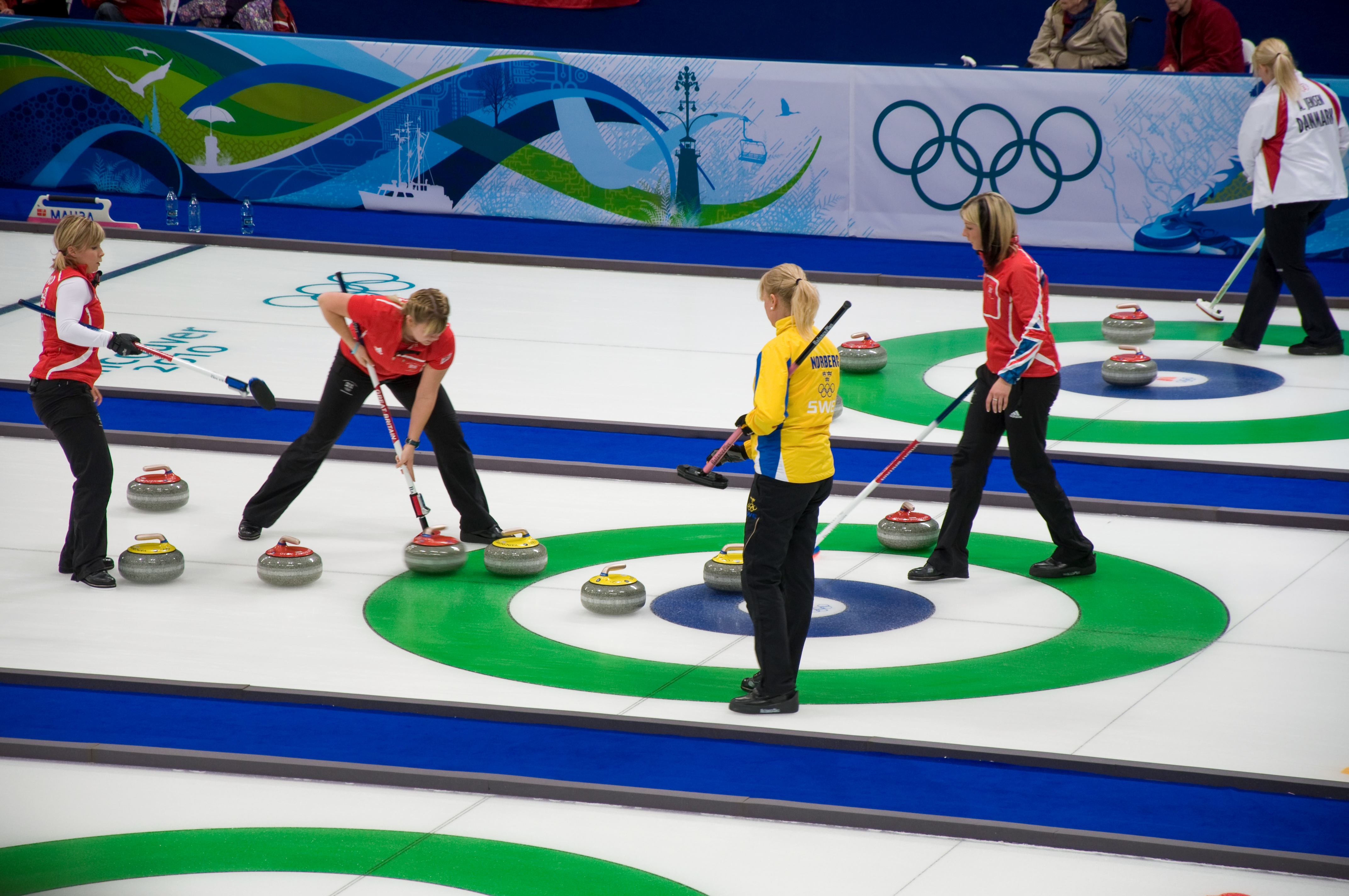
Brytyjki w meczu przeciwko Szwecji

Mężczyźni
| Imię i nazwisko |
| --------------- |
| David Murdoch   |
| Ewan MacDonald  |
| Peter Smith     |
| Euan Byers      |
| Graeme Connal   |

| #  | Kraj              | Mecze | Mecze | Kamienie | Kamienie |
| #  | Kraj              | W     | P     | W        | P        |
| -- | ----------------- | ----- | ----- | -------- | -------- |
| 1  | Kanada            | 9     | 0     | 75       | 36       |
| 2  | Norwegia          | 7     | 2     | 64       | 43       |
| 3  | Szwajcaria        | 6     | 3     | 53       | 44       |
| 4  | Szwecja           | 5     | 4     | 50       | 52       |
| 4  | Wielka Brytania   | 5     | 4     | 57       | 44       |
| 6  | Niemcy            | 4     | 5     | 48       | 60       |
| 7  | Francja           | 3     | 6     | 37       | 63       |
| 8  | Chiny             | 2     | 7     | 52       | 60       |
| 9  | Dania             | 2     | 7     | 45       | 63       |
| 10 | Stany Zjednoczone | 2     | 7     | 43       | 59       |

     Awans do półfinałów

#### Runda kwalifikacyjna
| Tor | Kraj | Kraj            | 1 | 2 | 3 | 4 | 5 | 6 | 7 | 8 | 9 | 10 | Ogółem |
| A   |      | Wielka Brytania | 0 | 1 | 0 | 0 | 0 | 0 | 1 | 0 | 2 | 0  | 4      |
| A   |      | Szwecja         | 0 | 0 | 2 | 0 | 0 | 1 | 0 | 2 | 0 | 1  | 6      |

| Tor | Kraj | Kraj            | 1 | 2 | 3 | 4 | 5 | 6 | 7 | 8 | 9 | 10 | Ogółem |
| A   |      | Wielka Brytania | 1 | 2 | 1 | 0 | 2 | 0 | 0 | 1 | 2 | x  | 9      |
| A   |      | Francja         | 0 | 0 | 0 | 2 | 0 | 1 | 1 | 0 | 0 | x  | 0      |

| Tor | Kraj | Kraj            | 1 | 2 | 3 | 4 | 5 | 6 | 7 | 8 | 9 | 10 | Ogółem |
| D   |      | Wielka Brytania | 1 | 0 | 0 | 2 | 0 | 0 | 0 | 0 | 0 | 0  | 3      |
| D   |      | Szwajcaria      | 0 | 0 | 2 | 0 | 0 | 0 | 0 | 1 | 0 | 1  | 4      |

| Tor | Kraj | Kraj            | 1 | 2 | 3 | 4 | 5 | 6 | 7 | 8 | 9 | 10 | Ogółem |
| B   |      | Wielka Brytania | 0 | 0 | 2 | 0 | 1 | 0 | 0 | 3 | 0 | 3  | 9      |
| B   |      | Dania           | 0 | 1 | 0 | 1 | 0 | 2 | 0 | 0 | 2 | 0  | 6      |

| Tor | Kraj | Kraj            | 1 | 2 | 3 | 4 | 5 | 6 | 7 | 8 | 9 | 10 | Ogółem |
| C   |      | Chiny           | 0 | 0 | 1 | 0 | 1 | 0 | 0 | 2 | 0 | x  | 4      |
| C   |      | Wielka Brytania | 1 | 0 | 0 | 2 | 0 | 3 | 2 | 0 | 1 | x  | 0      |

| Tor | Kraj | Kraj            | 1 | 2 | 3 | 4 | 5 | 6 | 7 | 8 | 9 | 10 | Ogółem |
| D   |      | Kanada          | 0 | 2 | 0 | 1 | 0 | 2 | 0 | 0 | 0 | 2  | 7      |
| D   |      | Wielka Brytania | 0 | 0 | 3 | 0 | 1 | 0 | 1 | 1 | 0 | 0  | 6      |

| Tor | Kraj | Kraj              | 1 | 2 | 3 | 4 | 5 | 6 | 7 | 8 | 9 | 10 | Ogółem |
| A   |      | Stany Zjednoczone | 0 | 1 | 0 | 0 | 0 | 0 | 0 | 1 | 0 | 0  | 2      |
| A   |      | Wielka Brytania   | 0 | 0 | 0 | 0 | 2 | 1 | 0 | 0 | 0 | 1  | 4      |

| Tor | Kraj | Kraj            | 1 | 2 | 3 | 4 | 5 | 6 | 7 | 8 | 9 | 10 | Ogółem |
| B   |      | Niemcy          | 0 | 0 | 0 | 0 | 1 | 0 | 1 | 0 | x | x  | 2      |
| B   |      | Wielka Brytania | 1 | 0 | 1 | 2 | 0 | 2 | 0 | 2 | x | x  | 8      |

| Tor | Kraj | Kraj            | 1 | 2 | 3 | 4 | 5 | 6 | 7 | 8 | 9 | 10 | Ogółem |
| C   |      | Wielka Brytania | 0 | 3 | 0 | 1 | 0 | 0 | 0 | 1 | x | x  | 5      |
| C   |      | Norwegia        | 2 | 0 | 2 | 0 | 2 | 0 | 3 | 0 | x | x  | 9      |

#### Tie-breaker
| Tor | Kraj | Kraj            | 1 | 2 | 3 | 4 | 5 | 6 | 7 | 8 | 9 | 10 | 11 | Ogółem |
| A   |      | Szwecja         | 2 | 0 | 2 | 1 | 0 | 0 | 0 | 1 | 0 | 0  | 1  | 7      |
| A   |      | Wielka Brytania | 0 | 2 | 0 | 0 | 1 | 1 | 1 | 0 | 0 | 1  | 0  | 6      |

Kobiety
| Imię i nazwisko |
| --------------- |
| Eve Muirhead    |
| Jackie Lockhart |
| Kelly Wood      |
| Lorna Vevers    |
| Anne Laird      |

| #  | Kraj              | Mecze | Mecze | Kamienie | Kamienie |
| #  | Kraj              | W     | P     | W        | P        |
| -- | ----------------- | ----- | ----- | -------- | -------- |
| 1  | Kanada            | 8     | 1     | 56       | 37       |
| 2  | Szwecja           | 7     | 2     | 56       | 52       |
| 3  | Chiny             | 6     | 3     | 61       | 47       |
| 4  | Szwajcaria        | 6     | 3     | 67       | 48       |
| 5  | Dania             | 4     | 5     | 49       | 61       |
| 6  | Niemcy            | 3     | 6     | 52       | 56       |
| 7  | Wielka Brytania   | 3     | 6     | 54       | 59       |
| 8  | Japonia           | 3     | 6     | 64       | 70       |
| 9  | Rosja             | 3     | 6     | 53       | 60       |
| 10 | Stany Zjednoczone | 2     | 7     | 43       | 65       |

     Awans do półfinałów

#### Runda kwalifikacyjna
| Tor | Kraj | Kraj            | 1 | 2 | 3 | 4 | 5 | 6 | 7 | 8 | 9 | 10 | 11 | Ogółem |
| A   |      | Chiny           | 0 | 1 | 0 | 0 | 0 |   | 0 | 1 | 0 | 2  | O  | 4      |
| A   |      | Wielka Brytania |   | 0 | 0 | 0 | 1 | 2 | 0 | 0 | 0 | 1  | 0  | 5      |

| Tor | Kraj | Kraj            | 1 | 2 | 3 | 4 | 5 | 6 | 7 | 8 | 9 | 10 | Ogółem |
| B   |      | Wielka Brytania | 0 | 0 | 1 | 0 | 1 | 0 | 1 | 0 | 1 | 0  | 4      |
| B   |      | Szwecja         | 1 | 1 | 0 | 2 | 0 | 0 | 0 | 1 | 0 | 1  | 6      |

| Tor | Kraj | Kraj            | 1 | 2 | 3 | 4 | 5 | 6 | 7 | 8 | 9 | 10 | Ogółem |
| C   |      | Rosja           | 0 | 0 | 1 | 1 | 0 | 0 | 1 | 0 | x | x  | 3      |
| C   |      | Wielka Brytania | 2 | 3 | 0 | 0 | 2 | 2 | 0 | 1 | x | x  | 10     |

| Tor | Kraj | Kraj            | 1 | 2 | 3 | 4 | 5 | 6 | 7 | 8 | 9 | 10 | Ogółem |
| A   |      | Niemcy          | 1 | 0 | 0 | 0 | 2 | 0 | 0 | 1 | 0 | x  | 4      |
| A   |      | Wielka Brytania | 0 | 1 | 1 | 1 | 0 | 0 | 1 | 0 | 3 | x  | 7      |

| Tor | Kraj | Kraj            | 1 | 2 | 3 | 4 | 5 | 6 | 7 | 8 | 9 | 10 | Ogółem |
| c   |      | Wielka Brytania | 0 | 0 | 1 | 0 | 2 | 0 | 0 | 1 | 0 | x  | 4      |
| c   |      | Japonia         | 1 | 0 | 0 | 3 | 0 | 1 | 1 | 0 | 5 | x  | 11     |

| Tor | Kraj | Kraj              | 1 | 2 | 3 | 4 | 5 | 6 | 7 | 8 | 9 | 10 | 11 | Ogółem |
| B   |      | Stany Zjednoczone | 0 | 0 | 0 | 1 | 1 | 1 | 0 | 0 | 1 | 1  | 1  | 6      |
| B   |      | Wielka Brytania   |   | 1 | 0 | 2 | 0 | 0 | 0 | 2 | 0 | 0  | 0  | 5      |

| Tor | Kraj | Kraj            | 1 | 2 | 3 | 4 | 5 | 6 | 7 | 8 | 9 | 10 | Ogółem |
| A   |      | Wielka Brytania | 0 | 1 | 0 | 0 | 1 | 0 | 3 | 1 | 0 | x  | 6      |
| A   |      | Szwajcaria      | 2 | 0 | 2 | 4 | 0 | 1 | 0 | 0 | 1 | x  | 10     |

| Tor | Kraj | Kraj            | 1 | 2 | 3 | 4 | 5 | 6 | 7 | 8 | 9 | 10 | Ogółem |
| D   |      | Wielka Brytania | 0 | 3 | 0 | 2 | 0 | 1 | 0 | 1 | 0 | 1  | 8      |
| D   |      | Dania           | 1 | 0 | 2 | 0 | 1 | 0 | 3 | 0 | 2 | 0  | 9      |

| Tor | Kraj | Kraj            | 1 | 2 | 3 | 4 | 5 | 6 | 7 | 8 | 9 | 10 | 11 | Ogółem |
| D   |      | Kanada          | 0 | 1 | 0 | 1 | 0 | 1 | 1 | 1 | 0 | 0  | 1  | 6      |
| D   |      | Wielka Brytania |   | 0 | 0 | 2 | 0 | 0 | 0 | 0 | 0 | 2  | 1  | 5      |

### Łyżwiarstwo figurowe
| Zawodnik               | Konkurencja   | Program krótki | Program krótki | Program dowolny | Program dowolny | Łączna nota | Pozycja |
| Zawodnik               | Konkurencja   | Nota           | Pozycja        | Nota            | Pozycja         | Łączna nota | Pozycja |
| ---------------------- | ------------- | -------------- | -------------- | --------------- | --------------- | ----------- | ------- |
| Jenna McCorkell        | Solistki      | 40,64          | 29.            | Nie awansowała  | Nie awansowała  | 40,64       | 29.     |
| Stacey Kemp David King | Pary sportowe | 48,28          | 16.            | 91,66           | 16.             | 139,94      | 16.     |

| Zawodnik                       | Konkurencja     | Taniec obowiązkowy | Taniec obowiązkowy | Taniec Oryginalny | Taniec Oryginalny | Taniec dowolny | Taniec dowolny | Łączna nota | Pozycja |
| Zawodnik                       | Konkurencja     | Nota               | Pozycja            | Nota              | Pozycja           | Nota           | Pozycja        | Łączna nota | Pozycja |
| ------------------------------ | --------------- | ------------------ | ------------------ | ----------------- | ----------------- | -------------- | -------------- | ----------- | ------- |
| Sinead Kerr John Kerr          | Tańce na lodzie | 37,02              | 8.                 | 56,76             | 8.                | 92,23          | 9.             | 186,01      | 8.      |
| Penny Coomes Nicholas Buckland | Tańce na lodzie | 25,68              | 21.                | 46,33             | 19.               | 71,60          | 19.            | 143,61      | 20.     |

### Narciarstwo alpejskie
Kobiety
| Zawodniczka   | Konkurencja | Konkurencja | Konkurencja | Konkurencja | Konkurencja       | Konkurencja       | Konkurencja   | Konkurencja   | Konkurencja                | Konkurencja                | Konkurencja                | Konkurencja                | Konkurencja | Konkurencja | Konkurencja | Konkurencja |
| Zawodniczka   | Zjazd       | Zjazd       | Supergigant | Supergigant | Slalom gigant     | Slalom gigant     | Slalom gigant | Slalom gigant | Slalom specjalny           | Slalom specjalny           | Slalom specjalny           | Slalom specjalny           | Kombinacja  | Kombinacja  | Kombinacja  | Kombinacja  |
| Zawodniczka   | Czas        | Pozycja     | Czas        | Pozycja     | Czas 1. przejazdu | Czas 2. przejazdu | Czas łączny   | Pozycja       | Czas 1. przejazdu          | Czas 2. przejazdu          | Czas łączny                | Pozycja                    | Zjazd       | Slalom      | Łączny czas | Pozycja     |
| ------------- | ----------- | ----------- | ----------- | ----------- | ----------------- | ----------------- | ------------- | ------------- | -------------------------- | -------------------------- | -------------------------- | -------------------------- | ----------- | ----------- | ----------- | ----------- |
| Chemmy Alcott | 1:47,31     | 13.         | 1:23,46     | 20.         | 1:17,53           | 1:12,41           | 2:29,94       | 27.           | Nie ukończyła 1. przejazdu | Nie ukończyła 1. przejazdu | Nie ukończyła 1. przejazdu | Nie ukończyła 1. przejazdu | 1:27,06     | 45,45       | 2:12,51     | 11.         |

Mężczyźni
| Zawodnik     | Konkurencja | Konkurencja | Konkurencja | Konkurencja | Konkurencja       | Konkurencja       | Konkurencja   | Konkurencja   | Konkurencja       | Konkurencja       | Konkurencja      | Konkurencja      | Konkurencja | Konkurencja | Konkurencja | Konkurencja |
| Zawodnik     | Zjazd       | Zjazd       | Supergigant | Supergigant | Slalom gigant     | Slalom gigant     | Slalom gigant | Slalom gigant | Slalom specjalny  | Slalom specjalny  | Slalom specjalny | Slalom specjalny | Kombinacja  | Kombinacja  | Kombinacja  | Kombinacja  |
| Zawodnik     | Czas        | Pozycja     | Czas        | Pozycja     | Czas 1. przejazdu | Czas 2. przejazdu | Czas łączny   | Pozycje       | Czas 1. przejazdu | Czas 2. przejazdu | Czas łączny      | Pozycja          | Zjazd       | Slalom      | Łączny czas | Pozycja     |
| ------------ | ----------- | ----------- | ----------- | ----------- | ----------------- | ----------------- | ------------- | ------------- | ----------------- | ----------------- | ---------------- | ---------------- | ----------- | ----------- | ----------- | ----------- |
| Edward Drake | 1:57,91     | 38.         | 1:33,20     | 32.         | 1:21,65           | 1:23,48           | 2:45,13       | 37.           |                   |                   |                  |                  | 1:56,63     | 54,28       | 2:50,91     | 29.         |
| Andrew Noble |             |             |             |             | 1:20,79           | 1:24,06           | 2:44,85       | 36.           | 51,55             | 54,58             | 1:46,13          | 29.              |             |             |             |             |
| David Ryding |             |             |             |             | 1:21,97           | 1:26,06           | 2:48,03       | 47.           | 51,58             | 53,55             | 1:45,13          | 27.              |             |             |             |             |

### Narciarstwo dowolne
Kobiety
| Sarah Ainsworth | Skoki akrobatyczne | 52,44 | 52,92 | 105,36 | 22. | Nie awansowała | Nie awansowała | Nie awansowała | 22. |

| Ellie Koyander | Jazda po muldach | 18,98 | 24. | Nie awansowała | Nie awansowała |

| Zawodniczka  | Konkurencja | Kwalifikacje | Kwalifikacje | 1/8 finału     | 1/8 finału     | Ćwierćfinał    | Ćwierćfinał    | Półfinał       | Półfinał       | Finał          | Finał   |
| Zawodniczka  | Konkurencja | Czas         | Miejsce      | Czas           | Miejsce        | Czas           | Miejsce        | Czas           | Miejsce        | Czas           | Miejsce |
| ------------ | ----------- | ------------ | ------------ | -------------- | -------------- | -------------- | -------------- | -------------- | -------------- | -------------- | ------- |
| Sarah Sauvey | Skicross    | 1:24,52      | 34.          | Nie awansowała | Nie awansowała | Nie awansowała | Nie awansowała | Nie awansowała | Nie awansowała | Nie awansowała | 34.     |

### Saneczkarstwo
Mężczyźni
| Zawodnik   | Konkurencja | Ślizg 1 | Ślizg 2 | Ślizg 3 | Ślizg 4 | Łącznie  | Pozycja |
| ---------- | ----------- | ------- | ------- | ------- | ------- | -------- | ------- |
| Adam Rosen | Jedynki     | 48,896  | 49,005  | 49,259  | 48,856  | 3:16,016 | 16.     |

### Short track
Kobiety
| Konkurencja         | Zawodniczka    | Kwalifikacje | Kwalifikacje | Ćwierćfinał     | Ćwierćfinał     | Półfinał        | Półfinał        | Finał           | Finał   |
| Konkurencja         | Zawodniczka    | Czas         | Miejsce      | Czas            | Miejsce         | Czas            | Miejsce         | Czas            | Miejsce |
| ------------------- | -------------- | ------------ | ------------ | --------------- | --------------- | --------------- | --------------- | --------------- | ------- |
| Bieg na 500 metrów  | Sarah Lindsay  | 44,716       | 2.           | Dyskwalifikacja | Dyskwalifikacja | Dyskwalifikacja | Dyskwalifikacja | Dyskwalifikacja | 16.     |
| Bieg na 500 metrów  | Elise Christie | 44,374       | 2.           | 44,824          | 3.              | Nie awansowała  | Nie awansowała  | Nie awansowała  | 11.     |
| Bieg na 1000 metrów | Elise Christie | 1:31,363     | 3.           | Nie awansowała  | Nie awansowała  | Nie awansowała  | Nie awansowała  | Nie awansowała  | 19.     |
| Bieg na 1500 metrów | Elise Christie | 2:23,898     | 4.           |                 |                 | Nie awansowała  | Nie awansowała  | Nie awansowała  | 20.     |

Mężczyźni
| Konkurencja          | Zawodnik                                                       | Kwalifikacje | Kwalifikacje | Ćwierćfinał   | Ćwierćfinał   | Półfinał      | Półfinał      | Finał         | Finał   |
| Konkurencja          | Zawodnik                                                       | Czas         | Miejsce      | Czas          | Miejsce       | Czas          | Miejsce       | Czas          | Miejsce |
| -------------------- | -------------------------------------------------------------- | ------------ | ------------ | ------------- | ------------- | ------------- | ------------- | ------------- | ------- |
| Bieg na 500 metrów   | Jon Eley                                                       | 42,081       | 2.           | 41,875        | 1.            | 41,504        | 4.            | Nie awansował | 6.      |
| Bieg na 500 metrów   | Paul Worth                                                     | 42,936       | 3.           | Nie awansował | Nie awansował | Nie awansował | Nie awansował | Nie awansował | 23.     |
| Bieg na 1000 metrów  | Jon Eley                                                       | 1:25,588     | 3.           | Nie awansował | Nie awansował | Nie awansował | Nie awansował | Nie awansował | 18.     |
| Bieg na 1000 metrów  | Tom Iveson                                                     | 1:27,841     | 4.           | Nie awansował | Nie awansował | Nie awansował | Nie awansował | Nie awansował | 30.     |
| Bieg na 1500 metrów  | Jack Whelbourne                                                | 2:14,972     | 3.           |               |               | 2:17,156      | 5.            | Nie awansował | 16.     |
| Bieg na 1500 metrów  | Anthony Douglas                                                | 2:16,622     | 4.           |               |               | Nie awansował | Nie awansował | Nie awansował | 25.     |
| Sztafeta 5000 metrów | Anthony Douglas Jon Eley Tom Iveson Jack Whelbourne Paul Worth |              |              |               |               | 6:50,618      | 4.            | 6:50,045      | 6.      |

### Skeleton
Kobiety
| Zawodnik       | Ślizg 1 | Ślizg 2 | Ślizg 3 | Ślizg 4 | Łącznie | Pozycja |
| -------------- | ------- | ------- | ------- | ------- | ------- | ------- |
| Amy Williams   | 53,83   | 54,13   | 53,68   | 54,00   | 3:35,64 | złoto   |
| Shelley Rudman | 54,66   | 54,26   | 53,95   | 53,82   | 3:36,69 | 6.      |

Mężczyźni
| Zawodnik        | Ślizg 1 | Ślizg 2 | Ślizg 3 | Ślizg 4 | Łącznie | Pozycja |
| --------------- | ------- | ------- | ------- | ------- | ------- | ------- |
| Kristan Bromley | 52,91   | 52,89   | 52,70   | 52,80   | 3:31,30 | 6.      |
| Adam Pengilly   | 53,75   | 54,17   | 53,36   | 53,23   | 3:34,51 | 17.     |

### Snowboard
Kobiety
| Konkurencja | Zawodniczka    | Kwalifikacje | Kwalifikacje | Kwalifikacje | Kwalifikacje | Półfinał       | Półfinał       | Półfinał       | Półfinał       | Finał          | Finał          | Finał          | Finał   |
| Konkurencja | Zawodniczka    | 1. zjazd     | 2. zjazd     | Najlepszy    | Miejsce      | 1. zjazd       | 2. zjazd       | Najlepszy      | Miejsce        | 1. zjazd       | 2. zjazd       | Najlepszy      | Miejsce |
| ----------- | -------------- | ------------ | ------------ | ------------ | ------------ | -------------- | -------------- | -------------- | -------------- | -------------- | -------------- | -------------- | ------- |
| Halfpipe    | Lesley McKenna | 5,1          | 2,8          | 5,1          | 30.          | Nie awansowała | Nie awansowała | Nie awansowała | Nie awansowała | Nie awansowała | Nie awansowała | Nie awansowała | 30.     |

| Konkurencja | Zawodniczka  | Kwalifikacje   | Kwalifikacje            | Kwalifikacje   | Kwalifikacje | Ćwierćfinał | Ćwierćfinał | Półfinał | Półfinał | Finał | Finał   |      |         |
| ----------- | ------------ | -------------- | ----------------------- | -------------- | ------------ | ----------- | ----------- | -------- | -------- | ----- | ------- | ---- | ------- |
| Konkurencja | Zawodniczka  | Czas 1. zjazdu | Czas 2. zjazdu          | Najlepszy czas | Miejsce      | Czas        | Miejsce     | Czas     | Miejsce  | Czas  | Miejsce | Czas | Miejsce |
| Cross       | Zoe Gillings | 1:27,93        | Nie ukończyła przejazdu | 1:27,93        | 8.           | -           | 2.          | -        | 3.       | -     | 8.      |      |         |

Mężczyźni
| Konkurencja | Zawodnik   | Kwalifikacje | Kwalifikacje | Kwalifikacje | Kwalifikacje | Półfinał | Półfinał | Półfinał  | Półfinał | Finał         | Finał         | Finał         | Finał   |
| Konkurencja | Zawodnik   | 1. zjazd     | 2. zjazd     | Najlepszy    | Miejsce      | 1. zjazd | 2. zjazd | Najlepszy | Miejsce  | 1. zjazd      | 2. zjazd      | Najlepszy     | Miejsce |
| ----------- | ---------- | ------------ | ------------ | ------------ | ------------ | -------- | -------- | --------- | -------- | ------------- | ------------- | ------------- | ------- |
| Halfpipe    | Ben Kilner | 21,5         | 32,1         | 32,1         | 7.           | 3,1      | 17,0     | 17,0      | 12.      | Nie awansował | Nie awansował | Nie awansował | 18.     |

| Slalom gigant równoległy | Adam McLeish | 1:21,09 | 24. | Nie awansował | Nie awansował | Nie awansował | Nie awansował | 24. |